# XIII secolo
Il XIII secolo (tredicesimo secolo), detto anche Duecento o '200, è il secolo che inizia nell'anno 1201 e termina nell'anno 1300 incluso.

## Avvenimenti
- Le invasioni mongole del XIII secolo: Invasione mongola dell'Europa, Invasioni mongole del Giappone.
- Vittoria di Gengis Khan: inizio della pax mongolica, riapertura dei commerci europei con la Cina.
- Egemonia delle Repubbliche marinare sul Mediterraneo.
- Comuni all'apogeo.
- La Signoria subentra ai Comuni.
- Commercio marittimo in crescita.
- Nascita delle banche.
- Affermazione delle monarchie nazionali.
- La corruzione nella Chiesa dilaga: vi si oppongono i santi al suo interno e i Catari, i Pauperisti e i Valdesi all'esterno.
- L'età federiciana: (1198-1250) e la fioritura delle arti nell'Italia meridionale a opera di Federico II.
- Il Regno di Sicilia nel XIII secolo: Federico II (1198-1250), Corrado IV (1250-1254), Corradino (1254-1258), Manfredi (1258-1266), Carlo I d'Angiò (1266-1285), Pietro III d'Aragona (1282-1285),(con Costanza II di Sicilia), Giacomo II (1285-1295), Federico III di Sicilia (1296-1337).
- In Francia i regni di Filippo Augusto (1180-1223), Luigi VIII (1223-1226), Luigi il Santo (1226-1270), Filippo III (1270-1285), Filippo il Bello (1285-1314).
- In Inghilterra i regni di Giovanni Senzaterra (1199-1216), Enrico III (1216-1272), Edoardo I (1272-1307).
- I Paleologi riconquistano Costantinopoli: con essi inizierà una rinascenza culturale che si oppone alla decadenza insanabile e che durerà fino alla totale caduta dell'Impero bizantino (1453).
- Gli Inca, in Perù, e gli Aztechi nella valle del Messico.
- Vanuatu: regno di Roi Mata, con l'obiettivo di unire le varie tribù.
- A causa di un terremoto crolla il Faro di Alessandria.
- 1208: viene redatta la Regola di san Francesco da Francesco d'Assisi, approvata nel 1210 da Papa Innocenzo III: nasce l'Ordine francescano.
- 1209 - 1229: viene promossa da Papa Innocenzo III la Crociata albigese con lo scopo di estirpare il catarismo in alcune zone francesi: vittoria crociata.
- 1212: Reconquista spagnola nel XIII secolo: Battaglia di Las Navas de Tolosa: vittoria della coalizione cristiana sull'esercito Almohade.
- 1213-1214: guerra anglo-francese: con lo scopo, in particolare, di limitare il potere del re di Francia Filippo Augusto: Battaglia di Bouvines (1214): vittoria dei Francesi sull'Inghilterra e i suoi alleati.
- 1219: Battaglia di Lyndanisse: vittoria danese del re Valdemaro II di Danimarca sugli estoni e conquista dell'Estonia danese.
- 1219: durante la Battaglia di Lyndanisse nacque la bandiera della Danimarca dai risvolti leggendari.
- 1223: Battaglia del fiume Kalka, tra Impero mongolo e alcuni principati russi alleati con i Cumani: vittoria tataro-mongola.
- 1237: Battaglia di Cortenuova:  vittoria di Federico II di Svevia sulla Lega Lombarda.
- 1240: Norvegia: terminano le guerre civili norvegesi: fine dell'era delle guerre civili, inizia l'età d'oro della Norvegia.
- 1250: Egitto: Battaglia di Mansura: vittoria egiziana.
- 1268: Battaglia di Tagliacozzo, tra gli eserciti di Corradino di Svevia e Carlo d'Angiò.
- 1282: Vespri Siciliani: ribellione contro la dominazione francese degli Angioini in Sicilia: avvenuta a Palermo all'ora dei vespri.
- 1282: in seguito ai Vespri Siciliani si verificarono una serie di guerre dette Guerre del Vespro (1282-1302), che si conclusero con la liberazione della Sicilia dagli Angioini.
- 1284: battaglia della Meloria con decisiva vittoria genovese contro la flotta pisana.
- 8 gennaio 1297: si instaura la Famiglia Grimaldi nell'attuale Principato di Monaco con Francesco Grimaldi di Monaco: indipendenza del Principato dalla Repubblica di Genova.

### Nascita di nuovi imperi e stati
- 1200: El Salvador: viene fondato il Señorío di Cuzcatlán (Stato Nahua precolombiano abitato dal popolo indigeno dei Pipil).
- 1204: viene istituito dai crociati latini l'Impero latino d'Oriente (1204-1261), in seguito alla quarta crociata: Costantinopoli cadde per la prima volta in mano all'occidente.
- 1206: Impero mongolo (1206-1368), fondato da Gengis Khan
- 1206: viene istituito il Sultanato di Delhi (1206-1526) con Qutb al-Din di Delhi.
- 1208: viene istituita la Signoria di Ferrara (1208-1471) con Azzo VI d'Este.
- 1217: viene istituito il Regno di Serbia (1217-1346), a seguito dell'incoronazione di Stefano Prvovenčani.
- 1220: viene fondato il Regno dello Zimbabwe (1220-1450)[2]
- 1230: in Africa occidentale viene istituito l'Impero del Mali (1230-1670), il cui fondatore fu Sundjata Keïta.
- 1238: viene istituito da Giacomo I d'Aragona il Regno di Valencia (1238-1707).
- 1238: viene istituito il Sultanato di Granada (1238-1492), cui fondatore fu Muhammad ibn Nasr
- 1238: viene fondato da Sri Indraditya il Regno di Sukhothai (1238-1438), primo grande regno del Siam, odierna Thailandia.
- 1242: viene fondato da Batu Khan il Khanato dell'Orda d'Oro (1242-1502).
- 1251: viene istituito il Regno di Lituania: Mindaugas, fondatore della Lituania[3], viene incoronato primo e unico Re (Karalius) di Lituania (6 luglio 1253).
- 1272: viene fondato da Carlo I d'Angiò il Regno d'Albania (1272-1368)
- 8 settembre 1278: nasce ufficialmente il Principato di Andorra sulla base di un accordo che stabiliva la sovranità congiunta (paréage) del Conte di Foix e del vescovo di Urgell.
- 1283: viene istituito il Granducato di Mosca (1283-1547), con Daniele di Russia.
- 1º agosto 1291: nasce la Confederazione Svizzera: spiccano gli anonimi. Eidgenossenschaft, che redassero il Patto eterno confederale (1291)
- 8 gennaio 1297: fondazione del Principato di Monaco: Francesco Grimaldi, fondatore del Principato di Monaco[4] diviene il primo Signore di Monaco.
- 1299: Impero ottomano (1299-1922), fondato da Osman I.

## Personaggi significativi
- Giovanni di Garlandia (1180 ca. - 1258), poeta e grammatico inglese
- Coppo di Marcovaldo, Firenze 1225 circa - 1276, tra i fondatori della pittura italiana prima della svolta cimabuesca e quella ancora più importante di Giotto. È considerato il vero iniziatore della pittura italiana post-bizantina.
- Durante Alighieri detto Dante (1265 - 1321), poeta italiano, padre della lingua italiana, scrisse tra l'altro la Vita nuova, tra il 1293 e il 1295
- Gengis Khan (1162 - 1227), capo mongolo e conquistatore dell'Asia
- Giovanni da Pian del Carpine (1182 - 1252),autore dell'Historia Mongalorum, resoconto del viaggio in Mongolia che compì tra il 1245 e il 1247
- Guglielmo di Rubruck (1220 ca. - 1293 ca.), frate francescano fiammingo; compì un celebre viaggio in Mongolia per conto del re Luigi IX di Francia
- Marco Polo (Venezia, 1254 - id., 1324), mercante ed esploratore italiano, autore de Il Milione (c.1298), celebre resoconto dei suoi viaggi
- Tommaso d'Aquino (circa 1225 - 1274), filosofo e teologo italiano, autore della Summa Theologiae (tra il 1265 e il 1274)
- I Fratelli Vivaldi tentano di navigare a occidente due secoli prima di Colombo: non faranno più ritorno
- Bonagiunta Orbicciani, Guittone d'Arezzo, Guido Cavalcanti e Dante Alighieri: grandi intellettuali della letteratura in volgare toscano
- Giacomo da Lentini, Pier della Vigna: intellettuali della letteratura in volgare siciliano
- Guido Guinizzelli: intellettuale d'unione tra la cultura siciliana e quella toscana
- Niceta Coniata: storico e teologo bizantino
- Roger Bacon (1214-1294), celebre filosofo e scienziato inglese
- San Bonaventura da Bagnoregio (1217c.-1274), filosofo e teologo italiano, celebre biografo di San Francesco d'Assisi
- San Francesco d'Assisi (1182-1226), Santo e poeta italiano, fondatore dell'Ordine francescano (1209) e autore del celebre Cantico delle creature (1224)
- Chiara d'Assisi (c.1193-1253), religiosa italiana, fondatrice dell'ordine delle monache clarisse (1212) e patrona delle telecomunicazioni
- Sant'Antonio di Padova (1195-1231), religioso portoghese, trasferitosi in seguito in Italia, in particolare a Padova
- Valdo di Lione, mercante e teologo francese
- Aleksandr Nevskij (1220-1263), Principe russo, famoso per le sue gesta eroiche, patrono di San Pietroburgo
- Mindaugas (1203-1263), fu il primo sovrano di Lituania
- Snorri Sturluson (1179 - 1241), poeta islandese
- Papa Innocenzo III, porta l'autorità pontificia in politica al suo apogeo
- Federico II di Svevia: imperatore e mecenate
- Celestino V, Papa che rinuncia al suo incarico
- Guglielmo Beroardi, giudice, notaio e poeta
- Andrea da Grosseto, letterato volgarizzatore (1268), primo scrittore in lingua italiana
- Michele VIII Paleologo, imperatore bizantino (1261-1282) ultimo grande imperatore bizantino, riconquista Costantinopoli e ricostituisce l'impero bizantino
- Ezzelino III da Romano, 1194-1259, conquistò la maggior parte del Nord-Est dell'Italia. Ghibellino fedele a Federico II, il Papa Innocenzo IV proclamò una crociata contro di lui che ebbe buon esito, infatti fu sconfitto a Cassano d'Adda da Azzo VII e morì in prigione
- Azzo VII, comandante guelfo e della casata d'Este, sconfisse Ezzelino III da Romano e si guadagnò la stima del Papa Innocenzo IV, conquistò molti territori in possesso di Ezzelino, dal Veneto alle Marche.
- Kublai Khan (1215 – 1294), Khagan dei Mongoli e primo imperatore cinese della Dinastia Yuan
- Lovato Lovati (1240 ca. - 1309), notaio e poeta, diede vita a quella corrente intellettuale che a Padova fu precorritrice dell'Umanesimo
- Dino Compagni (1255 ca. - 1324), politico e scrittore fiorentino, autore della Cronica delle cose occorrenti ne' tempi suoi

## I papi del XIII secolo
Nel corso del XIII secolo si sono succeduti ben 18 papi:
- Innocenzo III: 1198-1216
- Onorio III: 1216-1227
- Gregorio IX: 1227-1241
- Celestino IV: 1241
- Innocenzo IV: 1243-1254
- Alessandro IV: 1254-1261
- Urbano IV: 1261-1264
- Clemente IV: 1265-1268
- Gregorio X: 1271-1276
- Innocenzo V: 1276,     primo pontefice appartenente all'Ordine domenicano
- Adriano V: 1276
- Giovanni XXI: 1276-1277
- Niccolò III: 1277-1280
- Martino IV: 1281-1285
- Onorio IV: 1285-1287
- Niccolò IV: 1288-1292,      primo pontefice appartenente all'Ordine francescano
- Celestino V: 1294
- Bonifacio VIII: 1294-1303

## Cultura

### Letteratura
- Si afferma in Italia il Dolce stil novo: Guido Guinizelli (il precursore), Dante Alighieri, Guido Cavalcanti, Dino Frescobaldi
- Con le traduzioni del 1268 di Andrea da Grosseto, primo scrittore in lingua italiana, il volgare viene per la prima volta impiegato per la letteratura
- La scuola siciliana (1220-1266): Federico II di Svevia, Giacomo da Lentini, iniziatore del sonetto
- La scuola toscana: Guittone d'Arezzo, Chiaro Davanzati
- Con l'affermarsi delle università, si afferma il genere dei Canti goliardici
- 1224: Francesco d'Assisi compone il Cantico delle creature, la composizione poetica più antica della letteratura italiana
- c.1220: viene scritta l'Edda in prosa, dallo storico islandese Snorri Sturluson (1179-1241)
- 1240: Storia segreta dei mongoli, la più antica opera letteraria in lingua mongola pervenuta
- La letteratura di viaggio nel XIII secolo: Historia Mongalorum (1245), di Giovanni da Pian del Carpine; Il Milione (c.1298), e la relazione dei viaggi in Estremo Oriente di Marco Polo
- 1263: viene scritta in latino da Bonaventura da Bagnoregio la Leggenda maggiore, una biografia di San Francesco d'Assisi
- c.1280: viene composto il Novellino
- 1283: viene creato l'alfabeto thailandese, dal sovrano Ramkhamhaeng
- in questo periodo viene composta in Islanda la Saga dei faroesi ( Føroyingasøga o Føroya søga): narra le vicissitudini del popolo faroese, dal loro insediamento nelle isole Fær Øer fino all'annessione delle isole stesse nel Regno di Norvegia

### Storia
- 1200: Gesta Hungarorum, tra i più antichi testi scritti (se non il più antico) sulla storia dell'Ungheria
- 1208: viene pubblicata l'opera Gesta Danorum dello storico danese Saxo Grammaticus (c.1150-1220): fondamentale opera storica sulla Danimarca

### Religione
- L'importante figura e l'opera religiosa di Sant' Antonio di Padova (1195-1231), autore di celebri Sermoni.
- 1210: Regola di san Francesco
- 1212: La fondazione dell'ordine delle Monache clarisse da parte di Chiara d'Assisi
- 1216: su richiesta di San Francesco d'Assisi, viene istituita da Papa Onorio III la solennità del Perdono d'Assisi
- 22 dicembre 1216: viene istituito l'Ordine dei frati predicatori, o Ordine dei Domenicani, fondati dallo spagnolo Domenico di Guzmán, con la bolla Religiosam vitam da parte di Papa Onorio III
- 1219: viene fondata l'autocefala Chiesa ortodossa serba, dall'arcivescovo ortodosso Sava di Serbia
- 16 gennaio 1220:  cinque frati francescani, Berardo, Ottone, Pietro, Accursio e Adiuto, vengono uccisi in Marocco: saranno i Protomartiri Francescani.
- 24 dicembre 1223: nasce il presepe, ideato da San Francesco d'Assisi a Greccio, in provincia di Rieti[5].
- c. 1233: Firenze: viene fondato l'Ordine dei servi di Maria da un gruppo di persone conosciute poi come i Sette santi fondatori
- 16 luglio 1251: Monte Carmelo, Israele: secondo la tradizione, apparizione della Madonna a San Simone Stock e consegna dello scapolare: in onore a questo evento, si celebra il 16 luglio la festa della Madonna del Carmine [6]
- 1260: viene compilata in latino da Jacopo da Varazze la Legenda Aurea, una raccolta di biografie agiografiche
- 1263: Miracolo eucaristico di Bolsena (evento legato al Corpus Domini)
- 11 agosto 1264: con la bolla Transiturus de hoc mundo. viene istituita da Papa Urbano IV la festa del Corpus Domini
- 29 settembre 1294: con la Bolla pontificia Inter sanctorum solemnia viene istituita da Papa Celestino V la Perdonanza Celestiniana

### Filosofia
- La filosofia scolastica e l'aristotelismo nel XIII secolo: Alberto Magno e Tommaso d'Aquino
- Affermazione della filosofia scolastica: il tomismo
- La filosofia scolastica, l'aristotelismo e il realismo scotista nel XIII secolo: Duns Scoto
- La filosofia scolastica e il neoplatonismo: Bonaventura da Bagnoregio
- La scolastica, il neoplatonismo e la mistica tedesca: Meister Eckhart
- La filosofia scolastica e l'empirismo: Ruggero Bacone
- Il metodo dell'Ars magna (1274) e il lullismo: Raimondo Lullo

#### I maggiori testi filosofici del XIII secolo
- 1259: Itinerarium mentis in Deum di Bonaventura da Bagnoregio
- 1262-1270: Metafisica di Alberto Magno
- 1265-1273: Summa Theologiae di Tommaso d'Aquino
- 1267: Opus Majus di Ruggero Bacone
- Fine XIII secolo: Ordinatio. Commento alle Sentenze di Duns Scoto
- Sermoni di Meister Eckhart

### Pedagogia
- Il contributo pedagogico di Raimondo Lullo, autore de La dottrina puerile (1274-1276)

### Diritto
- 15 giugno 1215 viene redatta in latino dal re d'Inghilterra Giovanni Senzaterra la Magna Carta, documento che si caratterizza per il riconoscimento dei diritti reciproci
- 1º settembre 1231, vengono promulgate dall'imperatore Federico II di Svevia le Costituzioni di Melfi, volte a regolamentare gli aspetti economici e sociali nel Regno di Sicilia.
- 1274: Norvegia: re Magnus VI promulga la Magnus Lagabøtes landslov, che costituisce uno dei primi esempi di legislazione nazionale completa emanata da un’autorità centrale in Europa.
- 1293 Firenze: vengono promulgati da Giano Della Bella gli Ordinamenti di giustizia, che prevedevano, tra l'altro, l'esclusione dei magnati dalle cariche pubbliche.

### Università nel XIII secolo
- 1212: viene istituita in Spagna da re Alfonso VIII di Castiglia l'Università di Palencia, poi chiusa, la prima università istituita in Spagna
- 1215: l'Università di Parigi (o la Sorbona), la più antica università francese fondata nel 1170, viene riconosciuta da papa Innocenzo III tramite il legato pontificio Roberto di Courçon
- c. 1215: viene fondata l'Università di Arezzo, la prima università fondata in Toscana
- 1218: nasce l'Università di Salamanca, l'università più antica di Spagna
- 1222: viene fondata l'Università degli Studi di Padova, tra le più prestigiose università d'Italia
- 5 giugno 1224: viene fondata l'Università degli Studi di Napoli Federico II, dall'imperatore Federico II di Svevia
- 1240: viene fondata l'Università degli Studi di Siena
- 1290: nasce l'Università di Coimbra, la più antica università lusitana, fondata da re Dionigi del Portogallo
- 1290: viene fondata l'Università degli Studi di Macerata, la più antica delle Marche

### Arte
- La pittura italiana post-bizantina: Coppo di Marcovaldo (c.1225-1276)
- La pittura gotica fiorentina: Cimabue (c.1240-1302) e Giotto (c.1267-1337)

### Architettura
- 1213: vengono scoperte in Slovenia le Grotte di Postumia
- 1232: costruzione del complesso palaziale dell'Alhambra

### Architettura religiosa
- 1211: inizia la costruzione della Cattedrale di Reims, esempio di gotico, in Francia
- 1219: viene fondata dal cardinale Guala Bicchieri la Basilica di Sant'Andrea, primo monumento gotico del Piemonte, a Vercelli
- 30 gennaio 1222: alla presenza dell'imperatore Federico II di Svevia viene consacrato il Duomo di Cosenza, in stile romanico e gotico
- 1232: inizia la costruzione della Cattedrale di Altamura, fondata dall'imperatore Federico II di Svevia
- 1241: viene fatto costruire, per volere di re Luigi IX di Francia, la Sainte-Chapelle, uno dei più importanti esempi di architettura gotica
- 24 maggio 1253: viene consacrata da Papa Innocenzo IV la Basilica di San Francesco, ad Assisi
- 1284: A Iglesias (Sardegna), per volontà del conte Ugolino della Gherardesca, viene iniziata la costruzione della Cattedrale di Santa Chiara, intitolata a Chiara d'Assisi
- 1288: viene fondata a L'Aquila da Papa Celestino V la Basilica di Santa Maria di Collemaggio
- 1290: per volontà di Papa Niccolò IV viene iniziata la costruzione del Duomo di Orvieto, capolavoro di architettura gotica
- 8 settembre 1296: viene iniziata la costruzione della Cattedrale di Santa Maria del Fiore a Firenze, con a capo dei lavori Arnolfo di Cambio

### Castelli del XIII secolo
- 1215: viene costruito il primo Castello sulla Rocca di Monaco (dove oggi sorge il Palazzo dei Principi di Monaco, residenza ufficiale del Principe di Monaco)
- I castelli siciliani nell'età federiciana: Castello di Scaletta Zanclea (1220), Castello di Augusta (1232), Castello Maniace (1232-1239), Castello Ursino (1239-1250)
- I castelli pugliesi nell'età federiciana: Castello di Gravina (1223-1231), Castello di Lucera (1233), Castello svevo di Trani (1233), Castel del Monte(1240)
- 1227: inizia la costruzione del Castello svevo di Brindisi, voluto dall'imperatore Federico II di Svevia come propria residenza fortificata[7]

### La nascita di nuove città
- 1201: viene fondata Riga, oggi capitale della Lettonia, dal vescovo tedesco Alberto di Riga
- 1232: viene fondata Augusta, in Sicilia, dall'imperatore Federico II di Svevia[8]
- 1237: viene fondata Berlino, una delle più celebri città della Germania: benché data ufficiale, recenti studi hanno dimostrato che le origini della città risalirebbero ad alcuni anni prima
- 1252: a questa data viene fatta risalire la fondazione di Stoccolma, attuale capitale di Svezia, dall'allora regnante Birger Jarl
- 23 aprile 1256: viene fondata Manfredonia, in Puglia, che prese il nome dal suo fondatore, il sovrano Manfredi di Svevia
- 11 aprile 1266: viene fondata la città dell'Aquila[9]
- 27 ottobre 1275: viene fondata la città di Amsterdam, oggi capitale dei Paesi Bassi

## Viaggi del XIII secolo
- il resoconto del viaggio in Mongolia (1245-1247) da parte di Giovanni da Pian del Carpine, esposti nell'Historia Mongalorum (1245)
- La relazione dei viaggi in Estremo Oriente di Marco Polo: Il Milione (c.1298)

## Scienza

### Medicina
- 1221: Firenze: nasce per opera dei frati domenicani l'Officina profumo-farmaceutica di Santa Maria Novella
- 1241:Editto di Salerno[10]: nasce la professione del farmacista (separazione della professione del medico da quella del farmacista), per volere soprattutto dell'imperatore Federico II di Svevia
- 1244: viene istituita la Venerabile Arciconfraternita della Misericordia di Firenze, confraternita privata che si occupa dell'assistenza e del trasporto dei malati

### Chimica
- 1250 viene isolato per la prima volta come metallo l'arsenico da Alberto Magno[11]

### Enologia
- 1224: viene composto il poema La Bataille des vins, dal poeta francese Henri d'Andeli: in cui viene menzionata la leggenda legata al Commandaria, vino dolce di Cipro, considerato il vino più antico del mondo[12]

### Matematica
- il sistema di numerazione decimale, lo zero, il Liber abbaci (1202), da parte del matematico italiano Leonardo Fibonacci

### Astrologia
- L'astrologia nel medioevo: Guido Bonatti, in Italia, Michele Scoto in Scozia

## Tecnologia
- c.1200: In Cina viene inventata la bussola, che presto si diffonderà in Europa
- 1264: Da questo secolo le cartiere di Fabriano iniziano a produrre la carta
- 1269: Pierre de Maricourt descrive nella sua Epistola de magnete uno dei primi modelli di bussola a secco
- c.1286: A Venezia vengono prodotti i primi occhiali
- c.1290: Omodeo de Tassis e i primi servizi postali moderni

### Nautica
- c.1275: viene disegnata la Carta Pisana, la più antica carta nautica giunta fino a noi

## Economia

### La nascita delle banche
- 1255: viene istituita a Siena la Gran Tavola dei Bonsignori,  che fu, alla fine del XIII secolo, la più grande banca europea[13]

### Monetazione
- 1231: viene emessa dall'imperatore Federico II di Svevia una moneta d'oro chiamata augustale
- 1252: Genova: emissione del genovino d'oro
- 1252: Firenze: viene coniato per la prima volta il fiorino, grazie al podestà Filippo Ugoni
- c.1260: Cina: introduzione dell'utilizzo della banconota (o cartamoneta)
- 1284: Venezia: viene coniato per la prima volta il ducato d'oro, la prima moneta della Repubblica di Venezia, emessa dal doge Giovanni Dandolo

## Folclore e leggende nel XIII secolo
- prima documentazione sull'esistenza del Palio di Siena
- 1296: data del primo documento che attesta il Carnevale di Venezia come festa pubblica: nasce ufficialmente il Carnevale di Venezia
- In questo periodo ha origine la leggenda di Colapesce